# Relhania calycina
Relhania calycina là một loài thực vật có hoa trong họ Cúc. Loài này được (L.f.) L'Hér. miêu tả khoa học đầu tiên năm 1788.